# Synstrophius
Synstrophius là một chi nhện trong họ Thomisidae.